# Hermann Wieland
David Hermann Wieland  (* 26. Februar 1885 in Pforzheim; † 7. Mai 1929 in Heidelberg) war ein deutscher Pharmakologe und Hochschullehrer.

## Leben
Hermann Wieland wuchs als Sohn von Theodor Wieland in Pforzheim auf. Nach dem Abitur 1903 studierte er Medizin in München und Straßburg, legte 1908 das Staatsexamen ab und wurde 1909 in Straßburg bei Franz Hofmeister promoviert (Untersuchungen über die lipoiden Substanzen der Magenschleimhaut).
Nach Assistentenzeiten in München und Wien kehrte er 1912 an das Pharmakologische Institut in Straßburg zurück. Er trat mit Beginn des Ersten Weltkriegs 1914 in den Militärdienst als landsturmpflichtiger Militärarzt. Während dieser Zeit habilitierte er sich 1915 mit einer Arbeit über Pharmakologische Untersuchungen am Atemzentrum und hielt 1916 eine Vorlesung über die Pharmakologie der Giftgase. Bis 1917 war er in Frankreich im Lazarettdienst. Nach einer Kriegsverletzung wurde er an das Berliner Kaiser-Wilhelm-Institut für physikalische Chemie und Elektrochemie kommandiert und beteiligte sich dort an Untersuchungen zur Wirkung von Senfgas. Nach seiner Entlassung aus dem Militärdienst wechselte er 1919 für kurze Zeit an die Universität Würzburg, dann an die Universität Freiburg zu Walther Straub und wurde dort 1919 mit einer Vorlesung „Giftige Gase“ umhabilitiert. Er folgte dann 1921 einem Ruf als Institutsdirektor an die Universität Königsberg, schließlich 1925 an die Universität Heidelberg.
Wieland verstarb 1929 an einer Leukämie-Erkrankung.

## Werk
In seiner Hochschultätigkeit entdeckte er u. a. die narkotisierende Wirkung von Ethin (früher Azetylen genannt), das daraufhin, 1922 mitentwickelt von Carl Joseph Gauß zur Azetylennarkose, bis in die 1950er Jahre als Narkosegas genutzt wurde. Er untersuchte die Wirkung von Lobelia-Alkaloiden auf die Atmung und legte die Grundlagen für die medizinische Anwendung von Lobelin.
Wieland amtierte 1920 und 1927 als Geschäftsführer der Deutschen Pharmakologischen Gesellschaft. Er war einer der Gründer und Herausgeber der Zeitschrift „Der Schmerz. Deutsche Zeitschrift zur Erforschung des Schmerzes und seiner Bekämpfung zugleich Zentralorgan für Narkose und Anästhesie“.
Mitglied der Heidelberger Akademie der Wissenschaften wurde er 1928.

## Publikationen (Auswahl)
- Pharmakologische Untersuchungen am Atemzentrum. Archiv für experimentelle Pathologie und Pharmakologie 79 (1916), S. 95–117
- mit Ferdinand Flury: Die pharmakologische Wirkung des Dichloräthylsulfids. Zeitschrift für die gesamte experimentelle Medizin 13 (1921), S. 367–483
- Über den Wirkungsmechanismus betäubender Gase, des Stickoxyduls und des Azetylens. Archiv für experimentelle Pathologie und Pharmakologie 92 (1922), S. 96–152
- mit R. Mayer: Pharmakologische Untersuchungen am Atemzentrum. II. Die Beeinflussung des narkotisierten oder morphinisierten Atemzentrums durch Lobelin und zwei weitere Lobelia-Alkoloide, Archiv für experimentelle Pathologie und Pharmakologie 92 (1922), S. 195–230
- mit Behrend Behrens: Pharmakologische Untersuchungen am Atemzentrum. III. Die Wirkung des Lobelins bei der Inhalationsnarkose. Zeitschrift für die gesamte experimentelle Medizin 56 (1927), S. 454–469